# Pietro Accolti
Pietro Accolti (ur. 15 marca 1455 we Florencji, zm. 11 grudnia 1532 w Rzymie lub Rawennie) – włoski biskup i kardynał, dziekan Roty Rzymskiej.

## Życiorys
Był synem Benedetta Accoltiego starszego i bratem Bernarda Accoltiego oraz wujem Benedetta Accoltiego młodszego, późniejszego kardynała. Ukończył studia na uniwersytecie w Pizie.
4 kwietnia 1505 przyjął sakrę biskupią, zaś 11 marca 1511 został wykreowany przez Juliusza II na kardynała. 6 czerwca 1511 został administratorem diecezji kadyskiej (Hiszpania), a 10 marca 1518 biskupem diecezji Arras (Francja). Zrezygnował z tych urzędów kolejno 24 lipca 1521 i 10 kwietnia 1523. 8 grudnia 1523 został biskupem Albany (Włochy), 20 maja 1524 biskupem palestyńskim, 15 czerwca 1524 biskupem Sabine i Poggio Mirtete. 25 czerwca 1524 został arcybiskupem Rawenny, ale już w grudniu w tym samym roku zrezygnował ze stanowiska.
W 1520 Accolti, jako abbrewiator, napisał wydaną przez papieża Leona X bullę przeciwko Marcinowi Lutrowi – Exsurge Domine.
Zmarł w wieku 77 lat, 11 grudnia 1532 w Rzymie lub Rawennie. Został pochowany w kościele Santa Maria del Popolo